# Remington Semi Automatic Sniper System
Il Remington Semi Automatic Sniper System, o RSASS è un fucile di precisione statunitense costruito dalla Remington Arms.
Il mercato primario del RSASS è l'applicazione da parte delle forze dell'ordine e dell'esercito come un fucile d'ordinanza. A partire dal gennaio 2013, il fucile è disponibile solo per uso militare e non per la vendita ai civili.

## Caratteristiche
Il RSASS è stato progettato dalla Remington con l'aiuto della JP Enterprises Company. Il fucile è da accessori come il mirino telescopico della Leupold, un soppressore di fiamma smontabile e un bipode. La canna è in acciaio inox.